# ドゥカラ＝アブダ地方
ドゥカラ＝アブダ地方（ドゥカラ＝アブダちほう、Doukkala-Abda）は、1997年から2015年まであったモロッコの地方。モロッコ中西部に位置し、大西洋に面していた。面積13285km2、人口1984039人（2004年）。州都はサフィである。
ドゥカラ＝アブダ地方には、El Jadida州、Sidi Bennour州、サフィ州、Youssoufia州の4つの州が属していた。かつてはEl Jadida州とサフィ州の2州だったのだが、2009年にEl Jadida州からSidi Bennour州が、サフィ州からYoussoufia州が分割されて4州となった。このうち、El Jadida州とSidi Bennour州が歴史的なドゥカラ地方に、サフィ州とYoussoufia州が歴史的なアブダ地方に相当する。

## ギャラリー

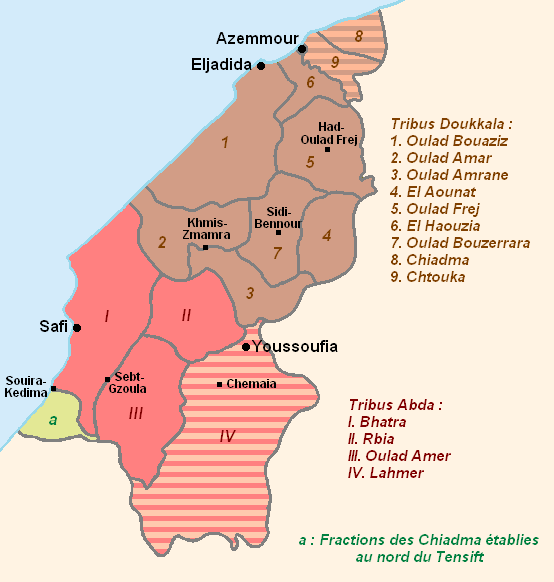
ドゥカラ＝アブダ地方の部族構成
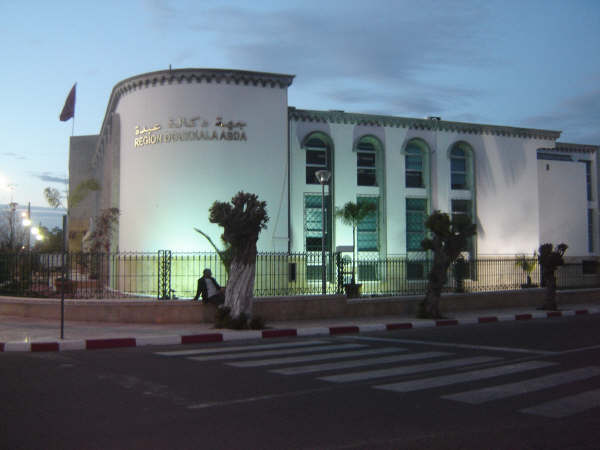
サフィにあるドゥカラ＝アブダ地方政庁